# Universidad Técnica Estatal Bauman de Moscú
La Universidad Técnica Estatal Bauman de Moscú (en ruso: Московский государственный технический университет им. Н. Э. Баумана), a veces también conocida coloquialmente como Universidad Bauman o Báumanka (del ruso: Ба́уманка) o MVTU (en ruso: МВТУ) es una universidad técnica pública ubicada en Moscú, Rusia. Dicha universidad es la más antigua y la más grande universidad técnica rusa ofreciendo estudios de grado (B.S.), posgrado (M.S.) y doctorado (PhD) en diversas áreas de ingeniería y ciencias aplicadas.

## Descripción
Por su contribución al desarrollo de la ciencia y la tecnología y a la formación del personal de ingeniería de la Universidad Técnica Estatal de Moscú. N. E. Bauman fue condecorada con: la Orden de Lenin, Orden de la Revolución de Octubre y Orden de la Bandera Roja del Trabajo.
El 27 de julio de 1989, la universidad fue la primera en Rusia en recibir el estatus de universidad técnica: por orden del Comité Estatal de Educación Pública de la URSS del 27 de julio de 1989 No. 617 Escuela Técnica Superior de Moscú que llevaba el nombre de N.E. Bauman pasó a llamarse Universidad Técnica Estatal de Moscú. N. E. Bauman.
Por decreto del Presidente de la Federación de Rusia del 24 de enero de 1995 No. 64 MGTU incluido en bienes estatales de objetos especialmente valiosos al patrimonio cultural de los pueblos de la Federación de Rusia.
En 2008, la universidad recibió el Premio Europeo de Calidad «por su compromiso con la consecución de servicios educativos de alta calidad de acuerdo con los estándares internacionales». La MVTU Desde hace más de 14 años, Bauman es la universidad líder de la Asociación de Universidades Técnicas, que incluye más de 130 instituciones rusas de educación superior. La MSTU es la primera universidad rusa en convertirse en miembro de la asociación «Top Industrial Managers for Europa».
En 2014 Experto RA le asignó a la universidad una calificación clase «B», lo que la posiciona en un nivel «muy alto» de formación de los graduados, la única universidad de la CEI en haber recibido esta clase de calificación «A» (nivel excepcionalmente alto), otorgada a la UEM.

## Historia

### Sanciones
El director de la Universidad Técnica Estatal de Moscú Bauman, Anatoly Alexandrov, firmó una carta de apoyo a la invasión rusa de Ucrania. El 2 de noviembre de 2023, se alcanzó un acuerdo entre la Universidad Técnica Estatal de Moscú Bauman para el desarrollo de la documentación de diseño de la llamada "máquina yihadista" (Jihad), un buggy ligero y maniobrable destinado para ser utilizado en la invasión rusa de Ucrania. Las autoridades de Chechenia serán responsables de la producción en serie de este equipo.